# 't Zand (Katwijk)
't Zand of 't Sant was een kasteel in de Nederlandse gemeente Katwijk, provincie Zuid-Holland. Van het kasteel zijn geen zichtbare restanten behouden gebleven. Op het voormalige kasteelterrein staat nog wel het oude tolhuis.

## Geschiedenis
Het kasteel is mogelijk in 1320 gebouwd door Dirk van Cuyck. Als burggraaf van Leiden was hij ook heer van het ambacht Valkenburg en Katwijk en hij woonde op het kasteel 't Zand. Dirk werd in 1340 als burggraaf opgevolgd door Filips van Wassenaar, die eveneens op 't Zand woonde.

### Verwoesting en herbouw
In 1392 werd Aleid van Poelgeest, de minnares van graaf Albrecht van Beieren, vermoord en uit wraak liet Albrecht de bezittingen van zijn tegenstanders verwoesten. Hieronder viel ook kasteel 't Zand, dat in 1393 ten onder ging. Rond 1400 werd het kasteel weer herbouwd.
In 1398 kwam het gebied waar het kasteel stond, los van Oegstgeest en werd de zelfstandige heerlijkheid 't Zandt.

### Hoekse en Kabeljauwse twisten
In 1420 werd 't Zand opnieuw verwoest tijdens de Hoekse en Kabeljauwse twisten. Jan van Beieren trok op tegen de stad Leiden en onderweg werden door hem diverse kastelen verwoest, waaronder 't Zand.
Nu werd het slot echter niet meer herbouwd door de Leidse burggraaf. Wel werd er een nieuw gebouwtje naast de ruïne neergezet, het Hoge Huis. De familie Van Wassenaar bleef tot 1523 eigenaar van de kasteelplaats en de heerlijkheid. Hierna kwamen verschillende eigenaren, waaronder prins Maurits en Frederik Hendrik.

### Plan voor herbouw
In 1654 verkocht Lamoraal de Ligne aan Willem van Liere de heerlijkheid van de beide Katwijken en de heerlijkheid 't Zandt, en daarmee ook de ruïne. Willem overleed echter al binnen een jaar, waarna zijn weduwe Maria van Reigersberg nog twee decennia lang als ambachtsvrouwe het gebied bestuurde. Inmiddels had architect Pieter Post de opdracht gekregen om op de plek van de ruïne een nieuw landhuis te bouwen. Post heeft in 1656 een ontwerp gemaakt, maar het landhuis is nooit gebouwd.
Even verderop in Katwijk aan den Rijn werd eind 17e eeuw alsnog een nieuw ambachtshuis 't Sant of Hof van Katwijk gebouwd. De kasteelruïne van 't Zand zou nog tot in de 18e eeuw blijven bestaan.

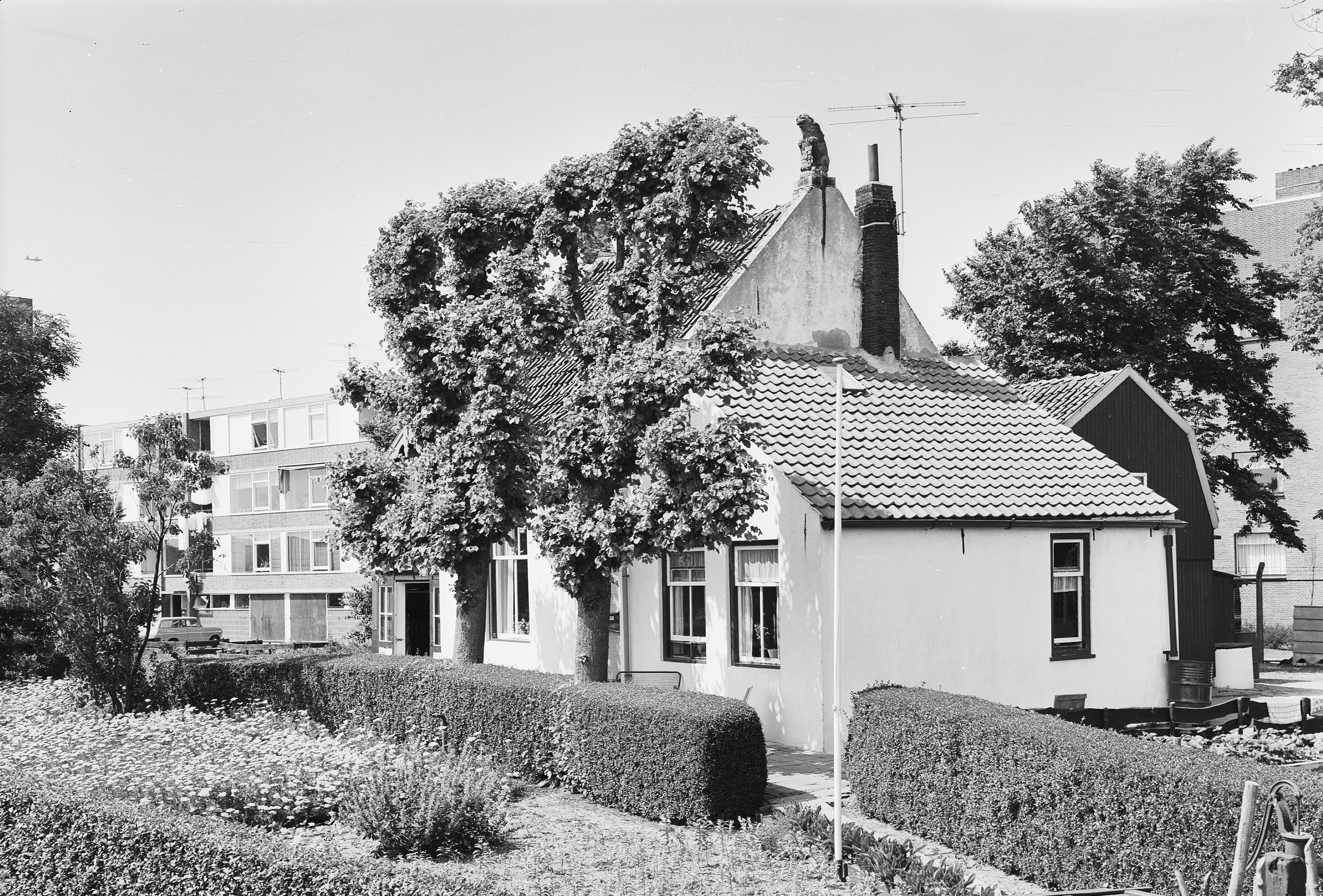
Het tolhuisje

### Tolhuis
Bij het kasteel lag de grens met Rijnsburg en op een kaart uit 1627 is het tolhek afgebeeld. De tollenaar woonde op het kasteelterrein. Het nog bestaande tolhuisje is waarschijnlijk gebouwd op de fundamenten van het Hoge Huis.

## Beschrijving

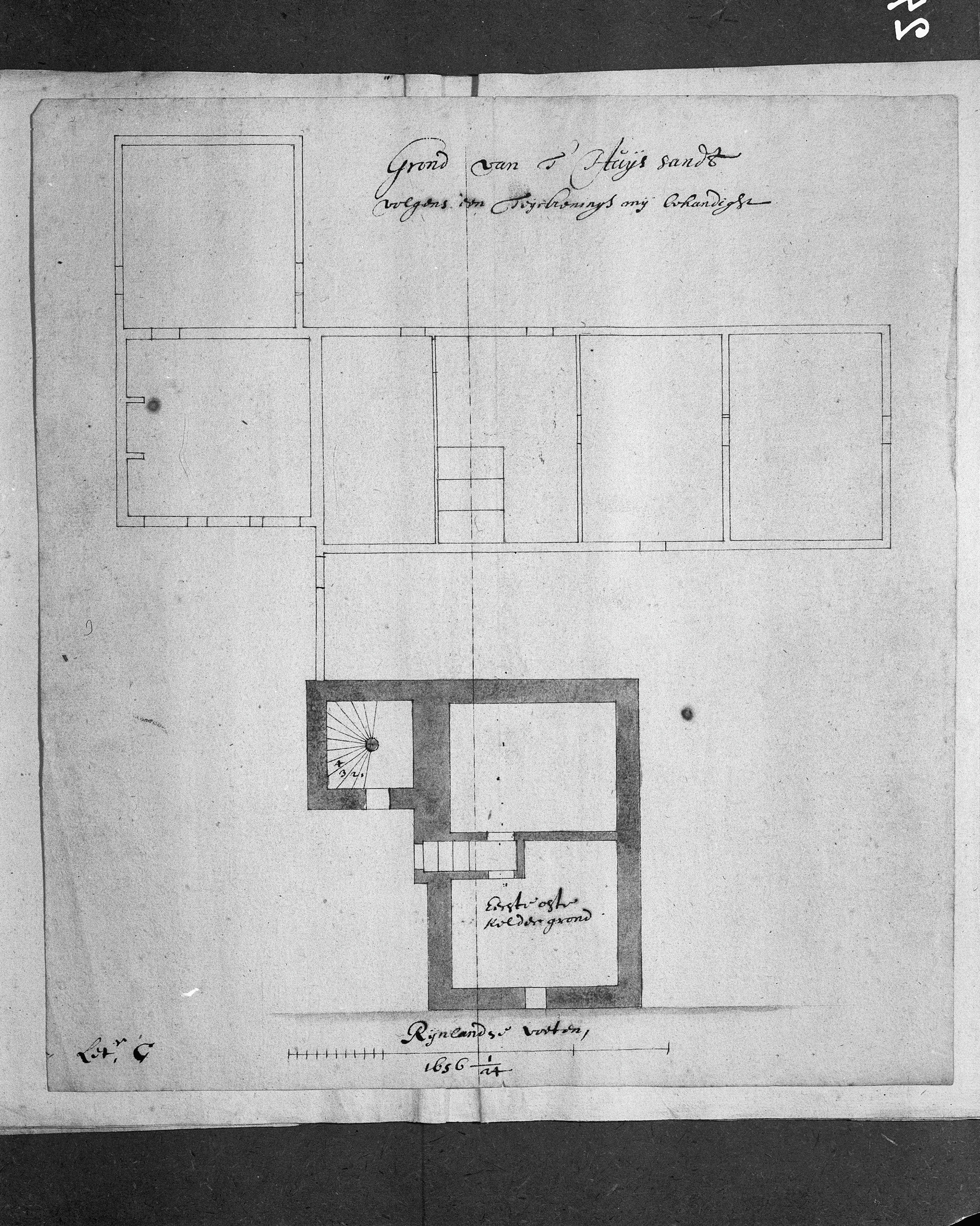
Opmetingstekening uit 1656 van Pieter Post. De dikke zwarte lijnen geven de ruïne van het middeleeuwse kasteel aan.

Een afbeelding van Roelant Roghman uit 1647/1648 laat de kasteelruïne zien met ernaast het Hoge Huis dat oorspronkelijk een spieker of een jachthuis was, maar in de 16e of 17e eeuw was verbouwd tot woonhuis. Op latere tekeningen is de bovenverdieping van het Hoge Huis verdwenen.
De architect Pieter Post kreeg in 1655 opdracht voor het ontwerp van een nieuw landhuis en maakte daarom in 1656 eerst een tekening van de bestaande gebouwen. Op deze tekening is de middeleeuwse kasteelruïne te zien: een rechthoekig bouwwerk met een vierkante traptoren en muren van minstens 80cm dikte. Ook het Hoge Huis staat afgebeeld: een vierkant gebouw met 45cm dikke muren. Tegen dit huis stonden diverse aanbouwen die het complex een L-vorm gaven.
Het nieuwe landhuis dat Post ontwierp, zou in Hollands-classicistische stijl worden opgetrokken, waarbij een aantal onderdelen van de middeleeuwse ruïne in het huis werden opgenomen. Rondom het huis plande hij een tuin in renaissancestijl. Om onbekende redenen is het huis echter nooit gebouwd. 
Het nog bestaande tolhuis lijkt te zijn gebouwd op de fundamenten van het Hoge Huis. Dit tolhuis is een rijksmonument.

### Naamgeving
De naam 't Zand verwijst naar de ondergrond waarop het kasteel is gebouwd: een oude opwas van de Rijn, bestaande uit zand.

## Afbeeldingen

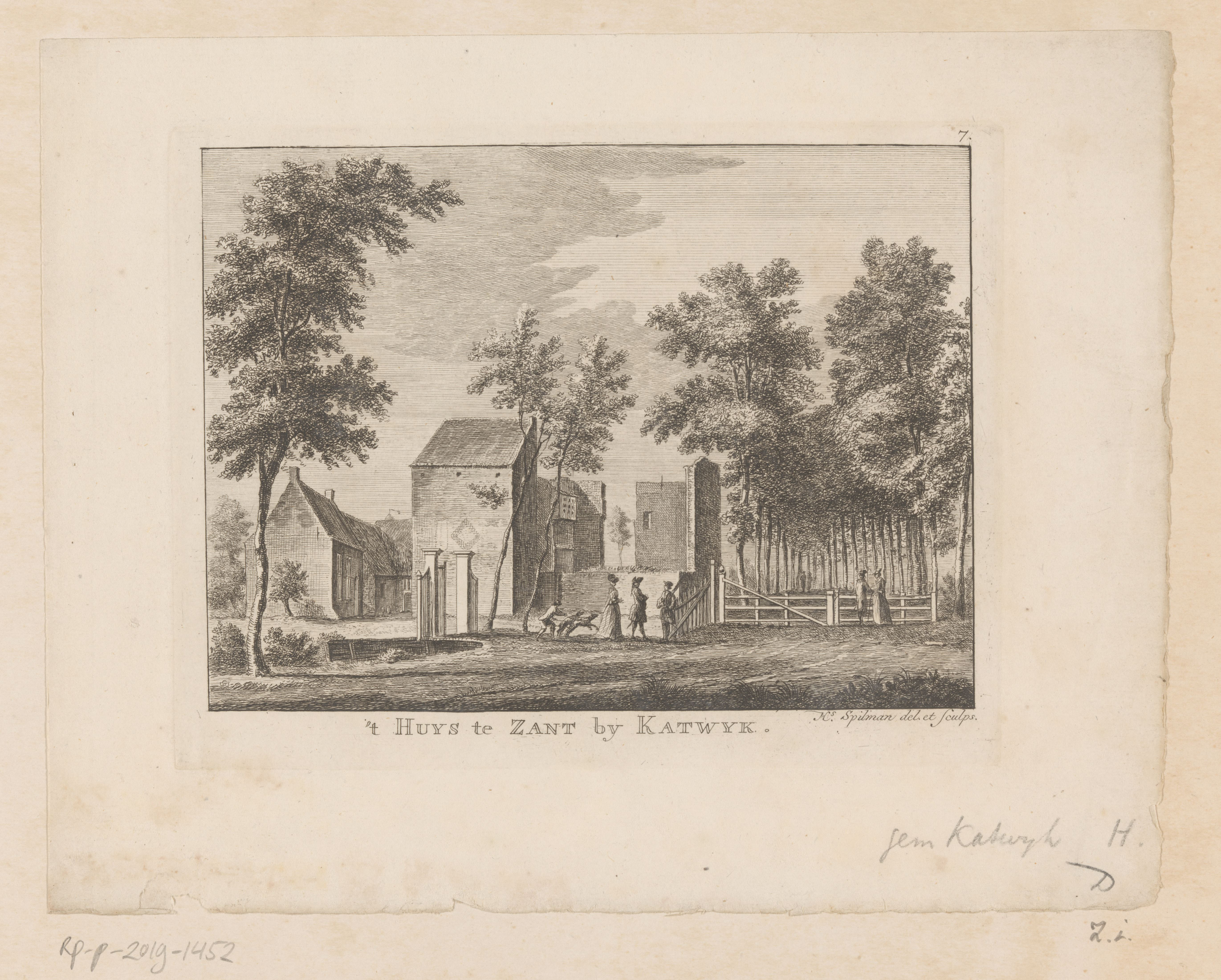
De ruïne van het kasteel, getekend door Hendrik Spilman tussen 1742 en 1784
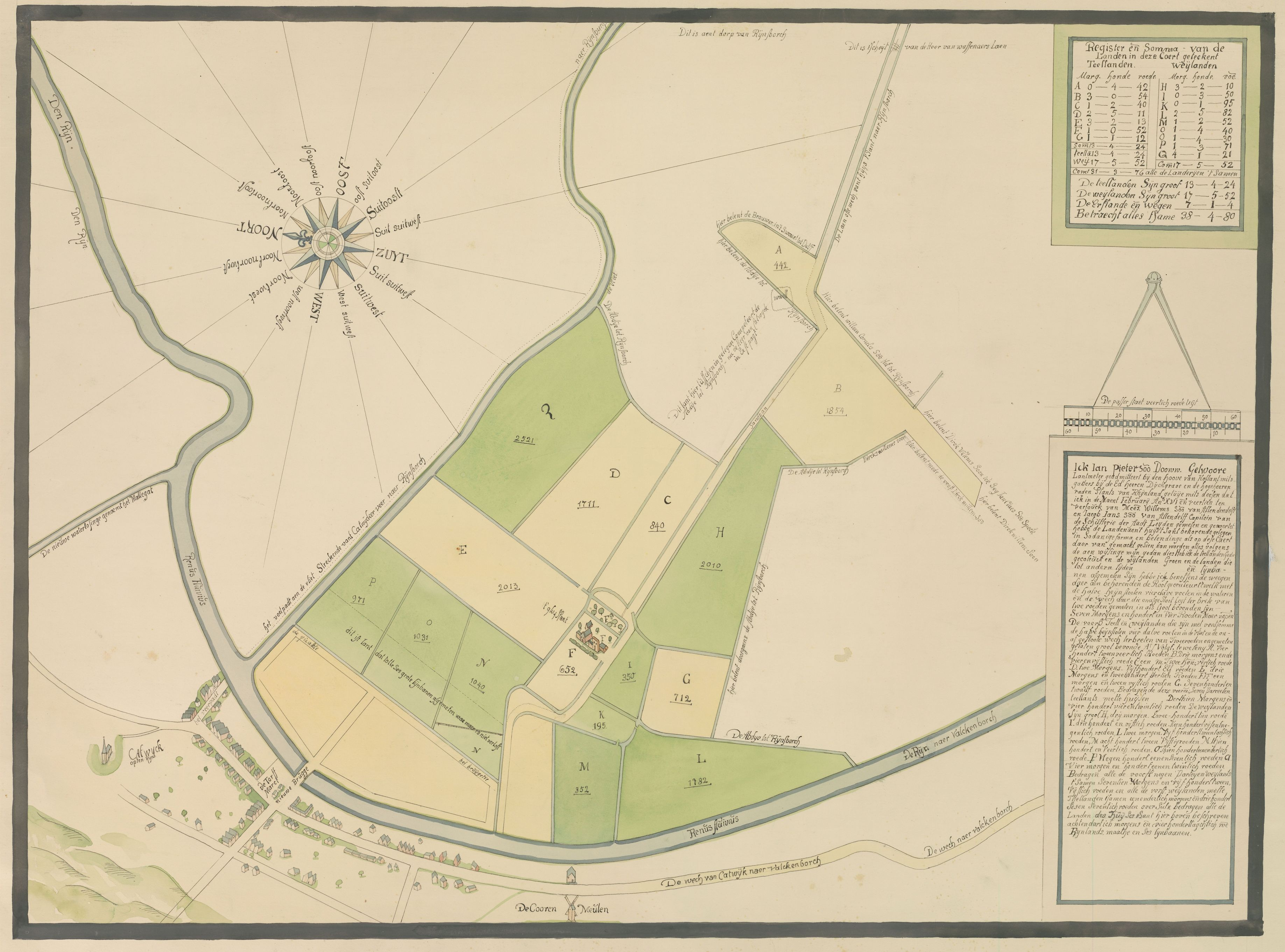
Kaart van de landen die toebehoorden aan het kasteel 't Zand (1614)
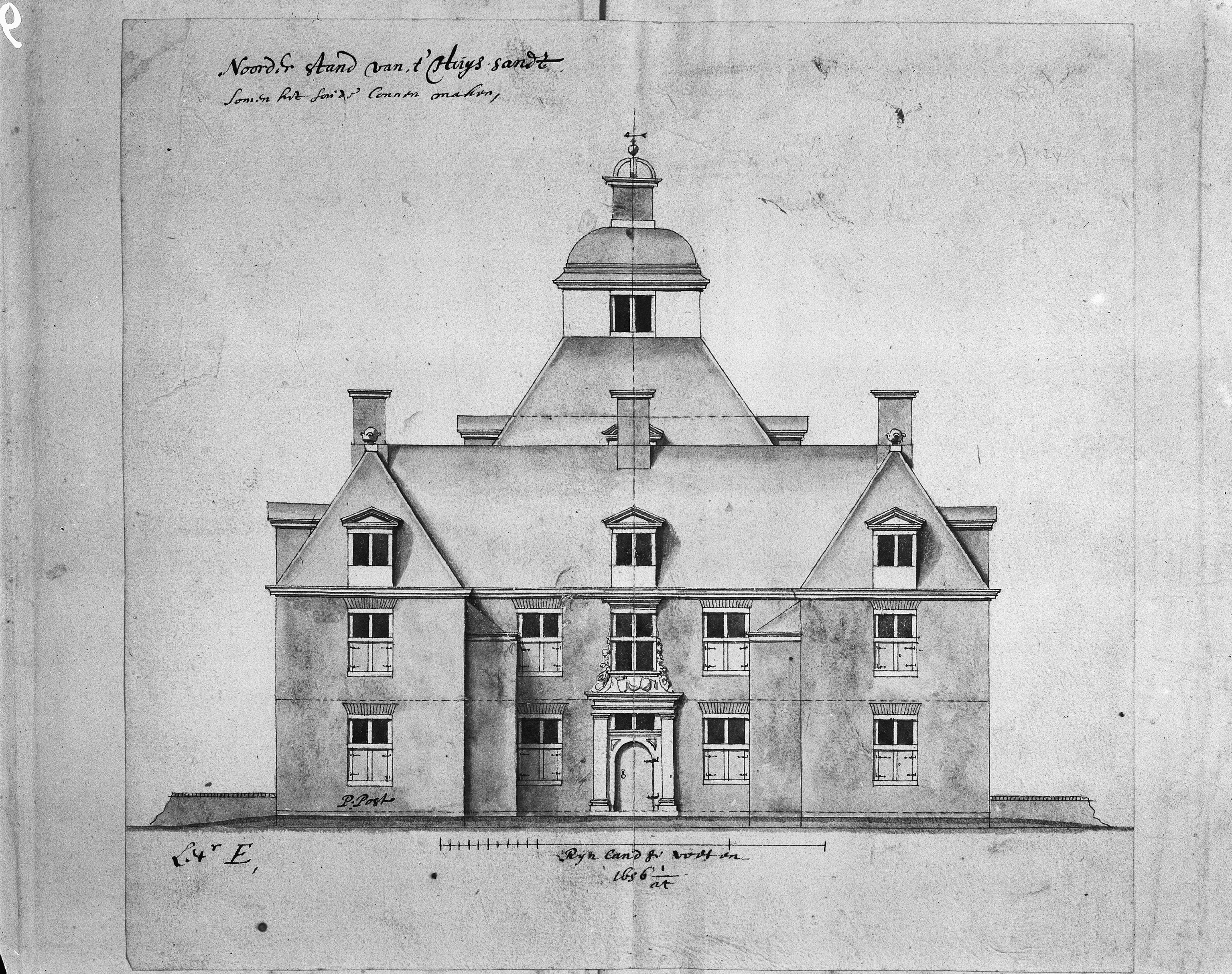
Voorgevel van het door Pieter Post ontworpen landhuis (1656)
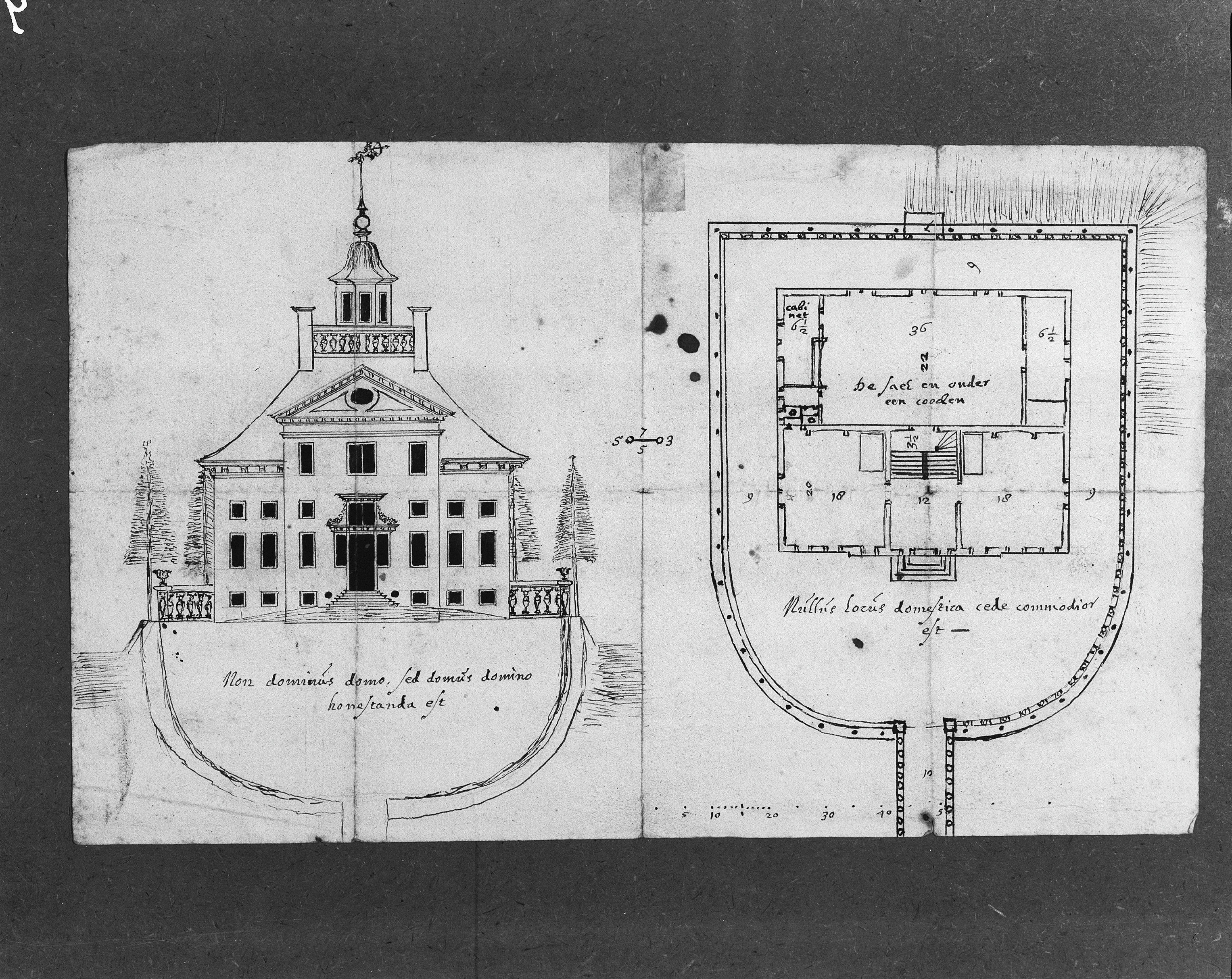
Plattegrond en voorgevel van het nieuwe landhuis, volgens het ontwerp van Pieter Post (1656)
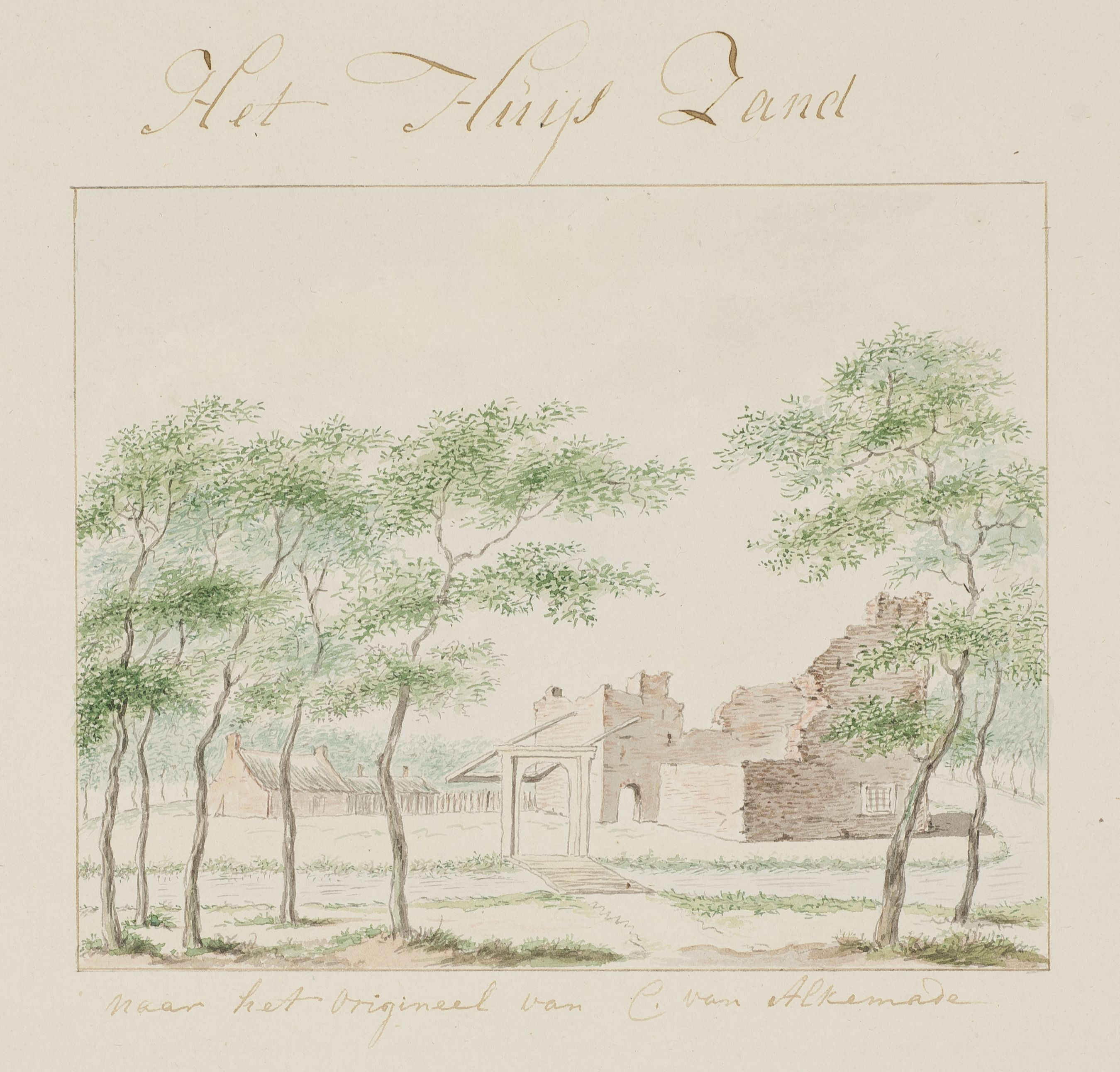
De ruïne rond 1700. 19e-eeuwse tekening naar het origineel van C. van Alkemade.

Abbenbroek · Abspoel · Adegeest · Slot Alkemade ·  Altena · Arkelsburg · Bellesteyn · Huis ten Berghe · Binckhorst · Binnenhof · Blijdestein · Te Blotinghe · Boekenburg · Boekhorst · Boshuysen · Bulgersteyn · Burcht (Leiden) · Burcht (Voorne) · Slot Capelle · Coebel · Cranenburg · Crayestein · Cronesteyn · Crooswijk · Develstein · 't Huys Dever · Dirks Steenhuis · Ter Does · Duivenstein · Duivenvoorde · Endegeest · Endepoel · Foreest · Giessenburg · Gravensteen · Groot Haesebroek · 's Heeraartsberg · Hof van Wateringen · Holy · Slot Honingen · Kasteel van de Heren van Arkel · Kasteel van Gouda · Keenenburg · Kasteel Keukenhof · Klein Poelgeest · Huis te Langerak · Langestein · Huis te Liesveld · Ter Lips · De Loo · Madeburcht · Marenburch · Meerburg · Huis te Merwede · Huis ter Mey · Kasteel van der Meye · Niemandsvriend · Noordeloos · Oud-Berendrecht · Oud-Poelgeest · Oud Teylingen · Paddenpoel · Persijn · Groot Poelgeest · Hof van Putten · Puttensteyn · Landgoed De Raephorst · Kasteel Ravesteyn · Kasteel van Rhoon · Rijnegom · Rijnenburg · Huis te Riviere · Rodenburg · Hofstad Rodenrijs · Rodenrijs · Rosenburgh · Huis Roucoop · Santhorst · Schelluinderberg · Schonenburg · Kasteel van Schoonhoven · Souburgh · Spangen · Starrenburg · Huis ter Specke · Steenvoorde · Stenevelt · Slot Teylingen · Den Toll · Torenvliet · Slot Valckesteyn · Huis ter Waard · Warmont · Ter Weer · Hof van Wena · Kasteel Westerbeek · Huis te Woude · Kasteel van IJsselmonde · 't Zand · Huis Zevender · Kasteel aan de Zevender · Zijlhof · Zonneveld · Huis Zuidwijk · Zwieten